# Les Cerqueux
Les Cerqueux település Franciaországban, Maine-et-Loire megyében. Lakosainak száma 892 fő (2022. január 1.). Les Cerqueux Somloire, Yzernay, Mauléon, Nueil-les-Aubiers és Saint Maurice Étusson községekkel határos.

## Népesség
A település népességének változása:
| Lakosok száma | 569  | 548  | 632  | 770  | 889  | 887  | 873  | 877  | 883  | 892  |
|               | 1968 | 1982 | 1990 | 2006 | 2013 | 2015 | 2017 | 2019 | 2020 | 2022 |